# Dichrostachys kirkii
Dichrostachys kirkii é uma espécie vegetal da família Fabaceae.
Pode ser encontrada nos seguintes países: Etiópia e Somália.